# West Northamptonshire
Le West Northamptonshire (littéralement, le « Northamptonshire-de-l’Ouest ») est l'une des deux territoire relevant d’une autorité locale unique du comté cérémoniel du Northamptonshire, en Angleterre.

## Histoire
Le 1er avril 2021, le conseil de comté du Northamptonshire est aboli à la suite de graves problèmes financiers. Les anciens boroughs et districts du comté sont remplacés par deux autorités unitaires. Le West Northamptonshire est ainsi issu de la fusion des anciens districts de Daventry, Northampton et South Northamptonshire.

## Localités
- Abthorpe, Adstone, Althorp, Arthingworth, Ashby St Ledgers, Ashton, Aston le Walls, Astrop, Aynho
- Badby, Barby, Blakesley, Blisworth, Boddington, Boughton, Brackley, Bradden, Brafield-on-the-Green, Braunston, Brington, Brixworth, Brockhall, Bugbrooke, Byfield
- Caldecote, Canons Ashby, Castle Ashby, Chacombe, Chapel Brampton, Charlton, Charwelton, Chipping Warden, Church Brampton, Church Stowe, Clay Coton Clipston, Cogenhoe, Cold Ashby, Cold Higham, Cosgrove, Coton, Cottesbrooke, Courteenhall, Creaton, Crick, Croughton, Culworth
- Daventry,  Deanshanger, Denton, Dodford, Draughton
- East Farndon, East Haddon, Easton Neston, Edgcote, Elkington, Evenley, Everdon, Eydon
- Farthinghoe, Farthingstone, Flore, Fawsley
- Gayton, Grafton Regis, Grange Park, Great Brington, Great Oxendon, Greatworth, Greens Norton, Grimscote, Guilsborough
- Hackleton, Hanging Houghton, Hannington, Harlestone, Harpole, Hartwell, Haselbech, Hellidon, Helmdon, Hinton-in-the-Hedges, Holcot, Holdenby, Hollowell
- Kelmarsh, Kilsby, King's Sutton, Kislingbury
- Lamport, Lilbourne, Litchborough, Little Brington, Little Houghton, Long Buckby, Lower Catesby
- Maidford, Maidwell, Marston St Lawrence, Marston Trussell, Middleton Cheney, Milton Malsor, Moreton Pinkney, Moulton
- Naseby, Nether Heyford, Newbottle, Newnham, Northampton, Norton
- Old, Old Stratford, Overthorpe, Overstone
- Pattishall, Paulerspury, Pitsford, Potterspury, Preston Capes
- Quinton
- Radstone, Ravensthorpe, Roade, Rothersthorpe
- Scaldwell, Shutlanger, Sibbertoft, Silverstone, Slapton, Spratton, Stanford-on-Avon, Staverton,  Stoke Bruerne, Sulby, Sulgrave, Syresham
- Teeton, Thenford, Thornby, Thorpe Mandeville, Tiffield, Towcester
- Upper Catesby, Upper Heyford, Upper Stowe
- Wappenham, Walgrave, Warkworth, Watford, Weedon Bec, Weedon Lois, Welford, Welton, West Haddon, Weston, Whilton, Whiston, Whitfield, Whittlebury, Wicken, Winwick, Woodend, Woodford Halse
- Yardley Gobion, Yardley Hastings, Yelvertoft